# Титаник (филм из 1997)
Титаник (енгл. Titanic) је амерички епски филм из жанра романтичне катастрофе, премијерно приказан 1997. године којег је режирао, написао, продуцирао и ко-монтирао Џејмс Камерон. Укључујући и историјске и фикционалне аспекте, филм је заснован на извештајима о потонућу РМС Титаника и љубавној причи у којој су глави протагонисти Роуз и Џек као припадници различитих друштвених сталежа који се заљубљују на броду током његовог првог и последњег путовања. Главне улоге тумаче Кејт Винслет и Леонардо Дикаприо уз Били Зејн, Кети Бејтс, Френсис Фишер, Глорију Стјуарт, Бернарда Хила, Џонатана Хајд, Виктора Гарбера и Била Пакстона. 
Камеронова инспирација за филм потекла је из његове фасцинираности бродоломима. Такође, он је сматрао да би љубавна прича прошарана људским губитком била од суштинског значаја за преношење емоционалног утицаја катастрофе. Продукција филма је почела 1. септембра 1995. када је Камерон направио снимке стварне олупине Титаника. Модерне сцене на истраживачком броду снимљене су на броду Академик Мстислав Келдиш (рус. Академик Мстислав Келдыш), којег је Камерон користио као базу приликом снимања олупине. За поновно креирање потонућа РМС Титаника, коришћени су модели брода, компјутерски генерисане слике и реконструкција Титаника изграђеног у Баха студију. Филм су суфинансирали Парамаунт пикчерс и Твентит сенчури Фокс. Студио Панорама се бавио дистрибуцијом у Северној Америци, док је Твентит сенчури био задужен за међународну дистрибуцију. Филм Титаник био је најскупљи филм икада снимљен до тада, са продукцијским буџетом од 200 милиона долара. Снимање филма трајало је од јула 1996. до марта 1997. године.
Након америчке премијере, 19. децембра 1997. године, Титаник је постигао значајан критичарски и комерцијални успех, а затим је добио бројна признања. Похваљен је због својих визуелних ефеката, глуме (посебно Дикаприја, Винслетове и Стјуарта), продукцијских вредности, Камеронове режије, музичке партитуре, кинематографије, приче и емоционалне дубине. Номинован за четрнаест Оскара, чиме се изједначио у броју номинација са холивудским спектаклом Све о Еви из 1950,  Титаник је освојио једанаест Оскара, укључујући награду за најбољи филм и најбољу режију, изједначивши се са филмом Бен-Хур из 1959. по броју добијених Оскара. Са почетном зарадом од преко 1,84 милијарде долара, Титаник је био први филм чија зарада је прешла милијарду долара. Све до изласка Камероновог Аватара из 2009. године, филм је држао рекорд са највећом зарадом. У знаку обележавања стогодишњице од потонућа брода, 4. априла 2012. године, објављена је 3Д верзија филма, која му је донела додатних 343,6 милиона долара зараде. Овим је укупна зарада филма достигла 2,254 милијарди долара што га је сврстало на друмом месту остварења који су зарадили више од две милијарду долара. Године 2017, филм је објављен за своју 20. годишњицу а 2023. издата је ремастеризована верзија филма у оквиру 25. годишњице у 3D 4K HDR и хај фрејм рејт технологији. Филм је сврстан у фундус Националног филмског регистра Сједињених Америчких држава  због свог „културног, историјског или естетског“ значаја.

## Радња
Године 1996. на истраживачком броду Академик Мстислав Келдиш, ловац на благо Брок Ловет и његов тим претражују остатке РМС Титаника, дубоко у Атлантском океану. Надајући се да ће пронаћи вредну дијамантску огрлицу, из олупине брода извлаче сеф који је припадао Каледону Хоклију, последњем познатом власнику чувене огрлице, познате под именом „Срце океана”. Међутим, уместо вредног накита, у сефу проналазе скицу наге жене која носи огрлицу,  датирану на 14. април 1912. године, истог дана када је Титаник ударио у санту леда и након тога потонуо. Како би добили што више података о судбини Срца океана, они објављују позив у медијима да им се јави свако ко има више информација о овом цртежу. На њихов апел, јавља се Роуз Досон Калверт, тврдећи да је она особа са цртежа. Брок доводи Роуз и њену унуку Лизи на Келдиш, где она реконструише своја сећања на Титаник. 
Године 1912. у Саутемптону, седамнаестогодишња Роуз Девит Бјукетр, њен богати вереник Каледон „Кал” Хокли, његов помоћник Лавџој и њена мајка удовица, Рут, укрцавају се на Титаник. Рут наглашава да ће Роузин брак са Калом решити финансијске проблеме породице и задржати њихов статус више класе, који је пољуљан након очеве смрти и бројним дуговима које је оставио иза себе. У међувремену, Џек Досон, сиромашни млади уметник, и његов пријатељ Фабрицио, освајају у покеру, две карте за трећу класу за прво Титаниково путовање ка Америци. Након што су испловили, Роуз, избезумљена због веридбе без љубави и спутавања од стране вереника, пење се преко ограде крме, намеравајући да скочи преко палубе. Појављује се Џек и наговара је да одустане од првобитног плана и да се врати на палубу. Роуз се саплете и, пре него што је могла да заврши у океану, спасао је Џек. Кал захваљује Џеку што је спасао његову вереницу и позива га на вечеру. Роуз и Џек развијају пријатељство, њиховом дружењу се оштро противе Кал и Рут, која упозорава кћер да им је ово једина шанса да се извуку из сиромаштва. Роуз, подучена уценама вереника и мајке, обесхрабрује Џека за даља дружења. Међутим, они схватају да се између њих јавила љубав они настављају своја виђења. 
Роуз доводи Џека у своју дневну собу желећи да је он наслика голу са огрлицом Срце океана. Касније, избегавајући Каловог слугу Лавџоја, беже у товарни простор Титаника где воде љубав у аутомобилу. Њих двоје касније одлазе на палубу где постају сведоци судара брода и санте леда и чују како официри и бродски градитељи разговарају о озбиљности ситуације. Након што постаје јасно да ће непотопиви брод ипак потонути, Роуз се враћа мајци како би је упозорила на предстојећу катастрофу. Кал открива Џекову скицу и Роузину увредљиву поруку. У жели да се освети, он наговара Лавџоја да подметне Џеку огрлицу, како би га потом оптужио за крађу. Џек је ухапшен и затворен у канцеларији главног бродског полицајца, а Кал ставља огрлицу у џепу свог капута. Роуз одбија да се укрца заједно са мајком у чамац за спасавање и одлази да пронађе Џека, кога ослобађа лисица. Кад су пронашли чамац за спасавање један официр је убацио Роуз у чамац. Док се Роузин чамац спушта у воду, она схвата да не може да напусти Џека и скаче назад на брод. Изнервиран и љут, Кал узима Лавџојев пиштољ и јури Роуз и Џека у поплављени ресторан прве класе. Они успевају да побегну, а Кал схвата да је својој вереници дао капут у којем је огрлица. Кал се потом укрцава у чамац за спашавање, представљајући се као отац изгубљеног детета.
Бродски оркестар из прве класе, наставља да свира док брод тоне, а Џек и Роуз схватају да нема више чамаца за спашавање. Они остају на броду, док он пуца на два дела. Прамац брода тоне и вуче крму за собом. Крма се уздиже вертикално а Џек и Роуз се налазе на месту на ком су се упознали, држећи се за ограду. Након што је и крма потонула, у леденој води, они проналазе парче дрвета али не успевају обоје да се попну. Џек помаже Роуз да се попне на дрвеном остатку врата, довољном само за једну особу. Роуз обећава Џеку да ће преживети и живети испуњен живот. Он убрзо умире услед хипотермије, а Роуз спашава чамац који се вратио по преживеле путнике.
РМС Карпатија спасава преживеле, а Роуз избегава Кала тако што се крије међу путницима представљајући се са лажним презименом као Роуз Досон, што је заправо било презиме настрадалог Џека. Још увек носећи Калов капут, открива да се у његовом џепу налази огрлица. Вративши се у садашњост, Роуз говори да је чула да се Кал убио након краха берзе 1929. године. Након што је чуо Роузину причу, Брок одустаје од потраге за дијамантом, не знајући шта за заиста збило с огрлицом. Роуз се сама враћа на крму Келдиша и из џепа вади Срце океана која се све време налазила код ње, и баца га назад у океан на месту проналаска олупине. Док она наизглед спава у свом кревету, њене фотографије на комоди приказују детаље из живота који говоре да је живела онако како је и обећала Џеку. Млада Роуз се поново сусреће са Џеком на Великом степеништу Титаника, и њима аплаудирају они који су преминули на броду.

## Улоге и аудиције
| Глумац             | Улога                      |
| ------------------ | -------------------------- |
| Леонардо Дикаприо  | Џек Досон                  |
| Кејт Винслет       | Роуз Девит Бјукетр         |
| Били Зејн          | Каледон „Кал“ Хокли        |
| Кети Бејтс         | Маргарета „Моли Браун“     |
| Френсис Фишер      | Рут Девит Бјукетр          |
| Глорија Стјуарт    | старија Роуз Девит Бјукетр |
| Бил Пакстон        | Брок Ловет                 |
| Бернард Хил        | капетан Смит               |
| Дејвид Ворнер      | Лавџој                     |
| Виктор Гарбер      | Томас Ендруз               |
| Џонатан Хајд       | Брус Измеј                 |
| Сузи Ејмис         | Лизи Калверт               |
| Дени Нучи          | Фабрицио                   |
| Џејсон Бари        | Томи Рајан                 |
| Јуан Стјуарт       | Мердок                     |
| Јоан Грифит        | Харолд Лоу                 |
| Ерик Брејден       | Џон Џејкоб Астор           |
| Шарлот Чатон       | Медлин Естор               |
| Бернард Фокс       | Арчибалд Грејси            |
| Мајкл Енсин        | Бенџамин Џагенхајм         |
| Фани Брет          | Мадам Обер                 |
| Камила Овербај Рус | Хелга Дал                  |
| Ејми Гејпа         | Труди Болт                 |
| Мартин Џарвис      | Сер Даф Гордон             |
| Розалинд Ерс       | Леди Даф Гордон            |
| Рошел Роуз         | грофица од Ротеса          |
| Роки Тејлор        | Берт Картмел               |
| Александра Овенс   | Кора Картмел               |
| Елса Рејвен        | Ида Штраус                 |
| Лу Полтер          | Исидор Штраус              |

### Измишљени ликови
- Кејт Винслет као Роуз Девит Бјукетр: Камерон је изјавио да је Винслетова „имала оно што се тражи” и да је постојао „квалитет у њеном лицу, у њеним очима” те да је знао да ће „људи бити спремни да крену са њом” у причи о Титанику.[9] Роуз је седамнаестогодишња девојка, пореклом из Филаделфије, која је приморена да се вери са тридесетогодишњим Калом Хоклијем, како би њена мајка Рут и она могле да задрже статус високе класе који је пољуљан услед смрти њеног оца. Роуз се, са мајком и вереником, укрцава на РМС Титаник, као путница прве класе. Убрзо упознаје Џека, сиромашног уметника из треће класе. Кејт је о свом лику изјавила: „Она има много тога да пружи и има веома отворено срце. И жели да истражује и проживи свет, али [осећа] да се то неће догодити”.[9] За улогу Роуз Девит биле су разматране Гвинет Палтроу, Винона Рајдер, Клер Дејнс, Габријел Анвар и Рис Витерспун.[10][11][12][13] Када су оне одбиле понуду, Кејт је водила жестоко лобирање за улогу. Учестало је слала Камерону своје белешке из Енглеске, што је накнадно резултирало позивом у Холивуд на аудицију. Као и код Дикаприја, директорка кастинга Мали Фин је Камерон скренула пажњу на Кејтин потенцијал. Док се ствара лик Роуз Девит, Џејмс Камерон је на уму имао особу склону карактеристикама Одри Хепберн, и у почетку није био сигуран да ли је Кејт прави избор за ову улогу. Његове сумње остале су и након пробног снимања[10] а улога јој је додељена тек након импресија које су уследиле услед снимања пробних дијалога са Леонардом Дикапријем. Кејт је толико била одушевљена Леонардовом глумом, да је Камерону шапнула: „Он је сјајан. Чак и ако не изабереш мене, изабери њега”. Након аудиције и пробних снимања, она је Камерону послала ружу са посветом „Од твоје Роуз”, алудирајући на улогу протагонисткиње из филма. Недуго након тога, позвала га је и рекла му: „Не разумеш! Ја сам Роуз. Не знам зашто се виђаш са другим [кандидатима]”. Њена упорност и таленат су на крају убедиле Камерона да јој додели улогу.[10]
- Леонардо Дикаприо као Џек Досон: Камерон је поменуо да му је било потребно да се глумци осећају као да су заиста били на Титанику, да искусе ту живост и да „узму ту енергију и дају је Џеку, ... уметнику који уздиже своје срце”.[9] Џек је путујући сиромашни уметник из Чипеваа Фолста из Висконсина, који је путовао широм света, укључујући и посету Паризу. Његов пријатељ Фабрицио и он освајају две трећеразредне карте за Титаник, побеђујући у партији покера. Роуз га привлачи на први поглед и добија прилику да се упознаје са њом, приликом њеног покушаја самоубиства. У знаку захвалности што му је спасио вереницу, Кал га позива на вечеру, омогућивши му да се придружи путницима прве и друге класе на једну ноћ. Камеронов први избор за улогу Џека био је Ривер Финикс, међутим он је преминуо крајем октобра 1993. године.[14] Поред Ривера, разматрано је неколико етаблираних глумаца међу којима су Метју Маконахи, Крис О’Донел, Били Крудап и Стивен Дорф, али су они били стари да би дочарали лик двадесетогодишњег Џека.[10][15] За ову улогу био је заинтересован и Том Круз који је послао своју понуду, али његова цена је била превисока.[15] Потом је Камерон понудио улогу Џареду Летоу, али је он одбио аудицију.[16] Након њега, понуда је упућена Леонарду Дикаприу. Леонардо је био позван на аудицију у Холивуду и када му је дат текст за читање и предложено пробно снимање, он је зачуђујуће одреаговао јер је сматрао да има довољног глумачког искуства да заобиђе кастинге. Пошто је оклевао да прочита сценарио, Камерон се захвалио Леонарду на доласку, сматрајући га неозбиљним. Након преговарања, Леонардо је пристао на снимање и Џереми Систо урадио је неколико пробних снимања са Кејт Винцлет и још три глумице које су разматране за улогу Роуз.[17] Камерон је веровао у Леонардове способности и објаснио му је величину пројекта и зашто неће да направи грешке при избору глумаца, те да је због тога важна озбиљност у раду и приступу пројекту. Приликом стварања Џековог лика, Камерон је замишљао Џејмса Стјуарта.[10] Иако је Џек Донсом (енгл. Jack Dawson) измишљени лик, на гробљу Фервју у Халифаксу у Новој Шкотској, где је сахрањена 121 жртва, налази се гроб са натписом „J. Dawson“. Прави Џ. Досон је био Џозеф Досон, радник са Титаника. „Тек након што је филм изашао, сазнали смо да постоји надгробни споменик Џ. Досона“, рекао је продуцент филма, Џон Ландау, у једним од својих интервјуа.[18]
- Били Зејн као Каледон „Кал“ Хокли: Роузин арогантан и снобовски тридесетогодишњи вереник, син и наследник челичане уз Питсбургу. Након што је неколико пута посрамљен због Роузиног понашања и блиског пријатељства са Џеком, постаје све више љубоморан и окрутан. Улога је првобитно понуђена Метју Маконахију а потом и Робу Лоуу.
- Френсис Фишер као Рут Девит Бјукетр: Роузина мајка удовица, која организује кћеркину веридбу са Калом како би задржала статус своје породице у високом друштву. Као и многи аристократски путници приказани у филму, њен лик одликује елитистичким и фриволним понашањем. Она воли своју ћерку, али верује да је друштвени положај важнији од брака из љубави. Има велику одбојност према Џеку, због његовог сиромаштва, и поред тога што је спасио живот њеној ћерци.
- Глорија Стјуарт као Роуз Досон Калверт, старија Роуз: Роуз приповеда своје сећање и враћа причу у 1912. годину када је била једна од путница са Титаника. Поводом овог лика Камерон је изјавио: „Да бих видео садашњост и прошлост, одлучио сам да створим измишљену преживелу особу која има [близу] 101 годину, а она нас на неки начин повезује кроз историју.“ Стогодишња Роуз даје Броку Ловету информације у вези са огрлицом Срце океана, након што је он открио њен цртеж у сефу са олупине Титаника. По први пут од бродолома, она дели своју причу о Џеку. У тренутку снимања филма, Глорија је имала 87 година, и уз помоћ шминке, постигнут је ефекат старије особе. Директорка за кастинг Мали Фин добила је задатак да, међу пензионисаним глумицама из златног доба тридесетих и четрдесетих година, пронађе одговарајућу особу. Камерон је изјавио да не зна ко је Глорија Стујарт и да је за улогу старице Роуз разматрао глумицу Феј Вреј. Након упознавања, Камерон је био импресионирам Глоријом и њеним „луцидним и сјајним духом”, у ком је видео вези са „духом Кејт Винслет”., Поводом избора Глорије, Камерон је изјавио: „Видео сам ту радост живота код обе, тако да сам сматрао да ће публика моћи да направи тај когнитивни скок да је то иста особа.“
- Бил Пакстон као Брок Ловет: Ловац на благо који, заједно са својим тимом, трага за дијамантом са огрлице „Срце океана“ у олупини Титаника. Он се уз помоћ руске подморнице Мир 2, са  истраживачког брода Академик Мстислав Келдиш, спушта у дубине Атлантског океана. Време и средства за његову експедицију истичу, а пошто није пронашао дијамант, решава да пронађе особу која зна нешто више о цртежу на којем је нацртана огрлица. Након што је саслушао Роузину причу, схватио је да је потрошио три године размишљајући о Титанику на погрешан начин и да га све до сада није разумео.
- Сузи Ејмис као Лизи Калверт: Роузина унука, која прати стару бабу на истраживачки брод Келдиш и сазнаје све о романтичној прошлости своје бабе и Џека Досона.
- Дени Нучи као Фабрицио: Џеков пријатељ италијанског порекла, који се заједно са њим Укрцава на РМС Титаник у нади да ће у Америци имати бољи живот. Фабрицио не успева да се укрца у чамац за спашавање и гине тако што на њега пада један од димњака Титаника, приликом бродолома.
- Дејвид Ворнер као Спајсер Лавџој: Бивши полицајац из Пинкертона, Лавџој је Калов батлер и телохранитељ, који мотри на Роуз и изражава сумње у околности под којима је Џек спасио Роуз. Умире када брод пуца на два дела. Ово је друго Дејвидово појављивање у остварењу о Титанику, претходно се појављујући у ТВ минисерији „Ес-О-Ес Титаник” (енгл. S.O.S. Titanic).
- Џејсон Бари као Томи Рајан: Ирски путник треће класе који се спријатељава са Џеком и Фабрицијем. Томи је убијен када га је успаничени први официр Мардок случајно гурнуо и упуцао.

### Историјски ликови
Иако филм није замишљен као потпуна реконструкција догађаја, он приказује неколико историјских личности.
- Кети Бејтс као Маргарета „Моли“ Браун“: Друге жене из прве класе, укључујући и Рут, гледале су на Моли као на „вулгарну” скоројевићку. Пријатељски је настројена према Џеку, и даје му одело, намењеном своме сину, за вечеру у част Роузиног спасавања. Историчари су је прозвали „Непотопива Моли” јер је, уз подршку других жена, наговорила интендант чамца за спасавање с броје 6, Роберта Хиченса, да се врати и трага за преживеле путнике. Неки историјски аспекти њених напора и свађе са надзорником су приказани у филму.
- Виктор Гарбер као Томас Ендруз: Градитељ брода, Томас, је приказан као љубазан и пристојан човек са скромним погледима на своје градитељско достигнуће. Након судара, он покушава да убеди остале да је „математички извесно” да ће брод ускоро потонути. У једној од његових последњих сцена, приказан је како стоји поред сата у соби за пушење, жалећи због свог неуспеха у градњи снажног и сигурног брода. Иако је ова сцена из филма постала једна од најпознатијих, ова прича је преузета из књиге „Thomas Andrews: Shipbuilder” из 1912. године, и потиче од Џона Стујарта, једног од бродских стујарда који је заправо напустио Титаник у око 1.40 сати ујутру, укрцавши се на чамац за спасавање број 15. Било је сведочења која су тврдила да је Томас виђен и након те сатнице. Претпоставља се да је Томас накратко био у соби за пушење, како би сабрао мисли, а потом наставио да помаже у евакуацији путника и посаде. У једном од сведочења помиње се да је виђен како баца лежаљке у воду, како би их користили људи који су већ били у океану. Томас је последњи пут виђен како напушта брод, непосредно пред његово потонуће.
- Бернард Хил као Едвард Џон Смит: Смит је капетан Титаника и планирао је да ово буде његово последње путовање, пре одласка у пензију. У филму је приказано да умире у кормиларници на мосту, држећи се за кормило док брод тоне, након што прозори просторије експлодирају од притиска воде. У стварности постоје супротстављени извештаји о томе да ли је умро на овај начин или се нешто касније смрзнуо у води, у близини преврнутог „Б” чамца за спашавање.
- Џонатан Хајд као Брус Измеј: Неупућен и дрзак генерални директор компаније Вајт Стар Лајн у чијем се власништву налази Титаник. У филму је упечатљива сцена у којој убеџује капетана Смита да убрза, како би стигли на своје одредиште пре планираног времена и тиме оборили још један рекорд. Иако се ово често користи у популарним приказима катастрофе, овај догађај није поткрепљен доказима. Након бродолома, укрцава су у један од последњих чамаца за спашавање Келапсибл Це (енгл. Collapsible C), непосредно пре спуштање чамца у океан. Због овог потеза, тадашња штампа и јавност прозвали су га за кукавицу јер је заузео место у чамцу, док су многе жене и деца преминули од дављења и смрзавања.
- Ерик Брејден као Џон Џејкоб Астор IV: Путник прве класе и најбогатији човек на броду, који је на путовање кренуо са својом осамнаестогодишњом супругом Медлин. Најупечатљивија његова сцена је она у којој га Роуз преставља Џеку у ресторану прве класе, а Џон га повезује са богатом породицом „Донсон из Бостона”, мислећи за њега да је и он путник прве класе и члан богате породице. Џон је последњи пут виђен код Великог степеништа, док се стаклена купола обрушава и вода навире унутра.
- Бернард Фокс као Арчибалд Грејси IV: У филму је приказан док коментарише Калу да жене и машине не иду заједно, честитајући Џеку што је спасио Роуз од пада с брода, не знајући да је заправо то био покушај Роузиног самоубиства. Касније је виђен како нуди помоћ да одвете Роуз и Џек до последњег чамца за спасавање. Бернарду је ово друга улога у остварењу које приказује потонуће Титаника. Године 1958. тумачио је лик британског морнара, Фредерика Фила, у филму „Ноћ за памћење”.
- Мајкл Енсин као Бенџамин Гугенхајм: Богати власник рудника који путује првом класом са својом француског љубавницом Мадам, Ауберт, док га жена и три ћерке чекају код куће. Када се Џек придружује осталим путницима на вечери у част Роуз, Бенџамин га назива „боемом”. Последњи пут је виђен код Великог степеништа у тренутку потонућа, обучен у одело и без појаса за спасавање.
- Џонатан Еванс-Џоунс као Волас Хартли: Вођа бродског оркестра и виолиниста који, заједно са својим колегама, свира док брод тоне. У последњим тренуцима, он изводи хришћанску песму „Nearer, My God, to Thee” (у слободном срп. преводу Ближе, мој Господе, теби), и умире у потонућу Титаника.
- Марк Линдзи Чепмен као Хенри Вајлд: Главни бродски официр који допушта Калу да се укрца у чамац за спасавање, јер има дете у наручју.  Пре него што умире, покушава да призове чамце да се врате по још путника. Након што умре од смрзавања, Роуз користи његову звиждаљку да позове помоћ и привуче пажњу петог официра Лоуа, заваљујући којем је спашена.
- Јуан Стјуарт као први официр Вилијам Мердок, официр задужен за мост када је Титаник ударио у санту леда. Током јурњаве за чамцима за спасавање, Мардок у тренутку панике пуца у Томија Рајана, као и у још једног путника, а затим изврши самоубиство пуцајући себи у главу. Када је Мардоков нећак Скот видео филм, приговорио је да је његов ујак приказан као штетан по Мардокову херојску репутацију. Неколико месеци касније, потпредседник Фокса Скот Нисон отишао је у Далбити, у Шкотској, где је Мердок живео, да се лично лично извини, а такође је уручио донацију од 5000 фунти средњој школи Далбити како би подстакао школску Меморијалну награду Вилијама Мердока. Камерон се извинио у коментару на ДВД-у, али је навео да је било официра који су пуцали да би спровели политику „прво жене и деца“. Према Камерону, он је приказао Мердока је „часног човека“, а не човека који се „покварио“ или као „кукавичку убицу“. Додао је: „Нисам сигуран да бисте данас нашли исти осећај одговорности и потпуне преданости дужности. Овај тип је поринуо половину својих чамаца за спасавање пре него што је његов колега на левој страни чак и поринуо један. То говори нешто о карактеру и јунаштву.“
- Џонатан Филипс као други официр Чарлс Лајтолер. Лајтолер је преузео одговорност за евакуацију са стране. Филм приказује како Лајтолер обавештава капетана Смита да ће бити тешко видети санте леда без одбијања воде о њих, и након судара, сугерише да би посада требало да почне да укрцава жене и децу у чамце за спасавање. Види се како маше пиштољем и прети да ће га употребити за одржавање реда. Може се видети на врху склопивог чамца Б када се први димњак сруши. Лајтолер је био највиши официр који је преживео катастрофу

### Појављивања
Неколико чланова посаде Академика Мстислава Келдиш појављује се у филму, укључујући Анатолија Сагалевича, творца и пилота самоходног возила које претражује олупину Титаника. Андерс Фалк, који је снимио документарац о сценографији филма за Историјско друштво Титаник, појављује се у филму у улози шведског имигранта којег Џек Досон упознаје када уђе у његову кабину. Ту су и Едвард Камуда и Карен Камуда, тадашњи председник и потпредседник Историјског друштва, који су служили као консултанти за филм, а у филму се појављују као статисти.

## Предпродукција

### Писање и инспирација
Џејмс Камерон је дуго био фасциниран бродоломима, и за њега је Титаник био „Монт Еверест међу бродоломима”. Скоро је прошао тачку у свом животу када је осетио да би могао да размисли о подводној експедицији, али је изјавио да још увек има „ментални немир” да живи живот од којег је одустао када је прешао са науке на уметност на колеџу. Када је снимљен IMAX филм, Titanica, направљен од снимака олупине брода, Камерон је одлучио да затражи холивудско финансирање за сопствену експедицију. То није било зато што сам посебно желео да снимим филм, рекао је Камерон. „Хтео сам да зароним до олупине.”
Камерон је написао сценарио за филм о Титанику, и састао се са руководиоцима 20th Century Fox, укључујући Питером Чернином, и филм представио као „Ромео и Јулија на Титанику“. Камерон је рекао да руководиоци нису били уверени у комерцијални потенцијал, и да су се уместо тога надали акционим сценама сличним његовим претходним филмовима. Они су одобрили пројекат јер су се надали дугорочној пословној вези са Камероном.
Камерон је убедио Фокса да промовише филм на основу публицитета који је дат снимањем олупине Титаника, и организовао неколико роњења у периоду од две године. Такође је убедио филмски студио да би снимање праве олупине за филмске сцене, уместо симулације са специјалним ефектима, донело вредност: „Можемо или да урадимо [снимке] са разрађеним моделима и снимцима за контролу покрета и CG и све то, што ће коштати X  износа новца – или можемо потрошити X плус 30 посто и заправо заронити и снимити праву олупину.“
Посада је 1995. заронила до олупине у Атлантском океану 12 пута. Посао је био ризичан, јер је притисак воде могао да убије посаду ако би постојао мали недостатак у подводној структури. Поред тога, неповољни услови су спречили Камерона да добије снимке. Током једног зарона, једна од подморница се сударила са трупом Титаника, оштетивши и подморницу и брод, и оставивши делове омотача пропелера подморнице разбацане око брода. Спољна преграда Капетанове одаје се урушила, откривајући унутрашњост, а оштећен је и простор око улаза у Велико степениште.
Спуштање на место догађаја нагласило је посади да катастрофа Титаника није била само прича већ стварни догађај са стварним губитком живота. Камерон је рекао: „Радећи око олупине толико времена, добијате тако снажан осећај дубоке туге и неправде због тога, као и поруке о томе.” Осећао је „велики плашт одговорности” да пренесе емотивну поруку приче, јер је био свестан да можда никада неће бити другог режисера који би посетио олупину.

## Срце океана
Један од најпрепознатљивијих реквизита коришћених у филму је огрлица Срце океана (енгл. Heart of the Ocean). За дизајн Срца океана лондонска јувелирница Аспери енд Герард (енгл. Asprey & Garrard) је користила кубне цирконије у комбинацији са белим златом како би направила огрлицу у едвардијанском стилу. Јувелирница је направила неколико верзија огрилица док није дошла до коначна три различита и јединствена модела. Две од три огрлице, огрлице J. Peterman и Asprey, су коришћена током снимања Титаника. 
Трећи и коначни дизајн није коришћен на филму. Након планетарног успеха, златара Аспери енд Герард је добила задатак да дизајнира аутентичну огрлицу на основу оригиналних реквизита који се приказују на филму. Као резултат, јувелирница је направила огрлицу од платине са 171-каратним цејлонским сафиром у комбинацији са 103 дијаманта. Сафир крушкастог облика има суптилан расцеп који асоцира на срце. На ланцу су коришћени бели дијаманти с крушкастим, округластим и маркиз резом. Дијаманти су распоређени и око сафирног камена, причвршћени за круницу привеска. Огрлица Срце океана је донирана аукцијској кући Сотбис у оквиру хуманитарне акције за Меморијални фонд принцезе Дајане и фонд Јужне Калифорније за борбу против АИДС-а. Огрлица је продата клијенту јувелирнице за 1,4 милиона америчких долара уз клаузулу да нови власник дозволи да Селин Дион понесе огрлицу на церемонији доделе награде Оскара 1998 године, која је одржана две ноћи након аукције. То је уједно било и последње јавно приказивање огрлице. 

## Филмска музика
Док је писао сценарио за Титаник, Камерон је слушао рад ирске певачице Енје, којој је касније понудио прилику да компонује за филм. Међутим, Енја је одбила понуду и Камерон је уместо ње изабрао Џејмса Хорнера. Њих двојица су и раније сарађивали, све до бурног искуства приликом рада на филмском остварењу Осми путник 2. Рад на Титанику поново је ујединио њихову сарадњу и пријатељство које је трајало све до Хорнерове смрти. За вокал који се чује током филма, а који је Ерл Хичнер из Волстрит џорнала касније описао као „евокативан“, Хорнер је одабрао норвешку певачицу Сисел. Посебно му се допадало како је извела песму Eg veit i himmerik ei borg (у слободном преводу Знам да на небу постоји замак). Пре него што је одабрао Сисел као глас за стварање специјалних расположења у филму, Хорнер је разматрао између двадесет пет и тридесет других вокала.
Камерон је био стриктан у својој првобитној жељи да се у филму не певају песме. Због тога су Хорнер и текстописац Вил Џенингс, у тајности радили на песми My Heart Will Go On (у преводу Моје срце ће наставити). Хорнер је сачекао док Камерон није био у одговарајућем расположењу пре него што му је представио песму. Након што ју је преслушао неколико пута, Камерон је дао своје одобрење, иако је био забринут да би ће бити критикован због тога што је „на крају филма постао комерцијалан“. Камерон је такође желео да смири узнемирене руководиоце студија и „увидео је да хит песма из његовог филма може имати само позитиван фактор у филмском крају“.

## Награде и номинације (Америчке филмске академије)
Титаник је други филм у историји (сада већ један од три) који је освојио једанаест оскара. Такође, то је најпрофитабилнији филм у историји и први филм који је у целом свету зарадио више од једне милијарде долара. 

### Награде
- најбољи филм
- редитеља
- монтажу
- уметничку продукцију
- визуелне ефекте
- музику
- песму
- филмску фотографију
- костиме
- звук
- звучну монтажу

### Номинације
- главну глумицу
- споредну глумицу
- шминку